# Клайнау
Клайнау (нем. Kleinau) — община в Германии, в земле Саксония-Анхальт. 
Входит в состав района Зальцведель. Подчиняется управлению Арендзее-Кальбе.  Население составляет 610 человек (на 31 декабря 2006 года). Занимает площадь 21,41 км².